# Czesław Cyran
Czesław Cyran (ur. 15 lipca 1932, zm. 23 lutego 2015) – polski prawnik, prokurator, sędzia.

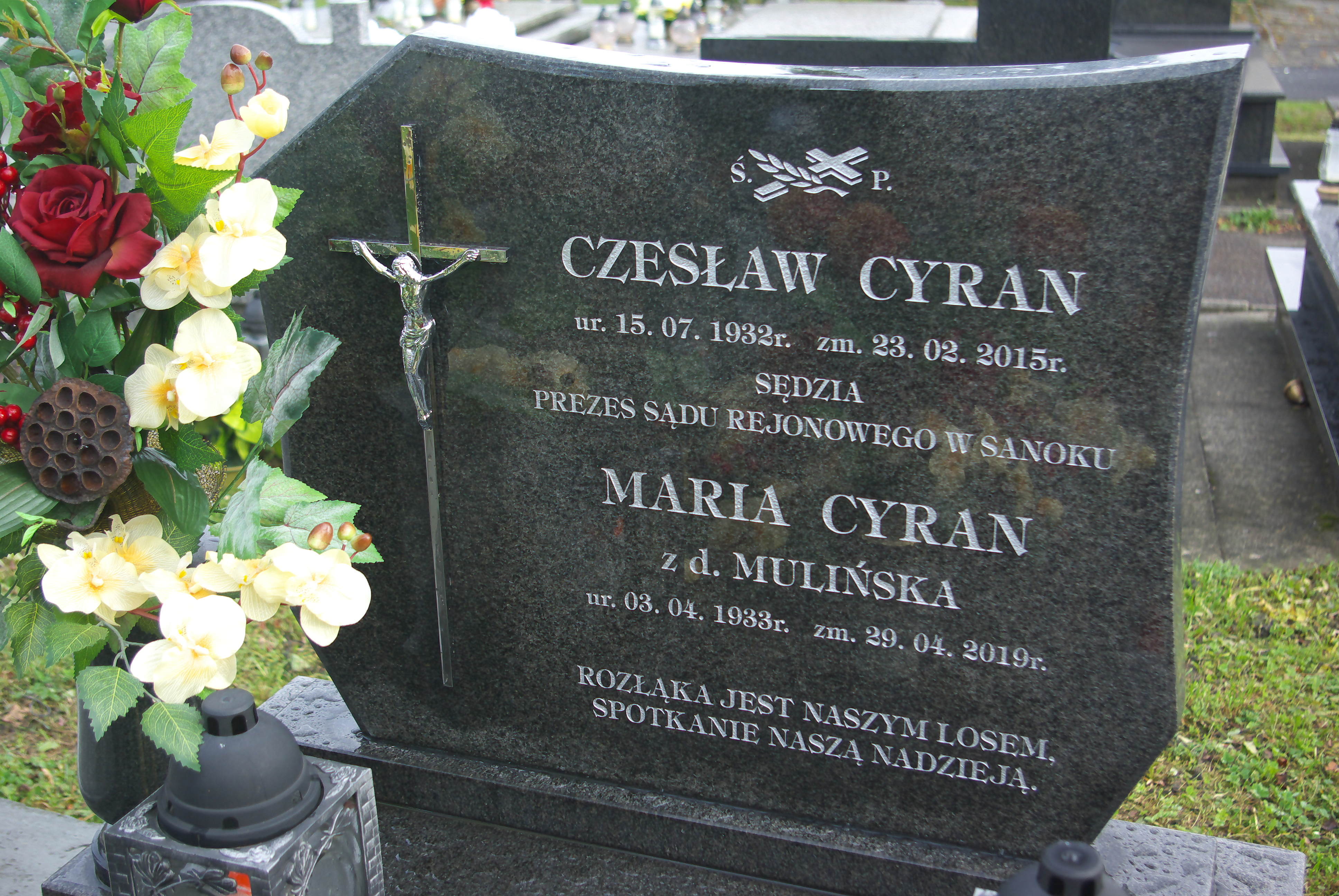
Nagrobek Czesława i Marii Cyranów

## Życiorys
Pochodził z Kołaczyc. Od 1951 do 1955 studiował prawo na Uniwersytecie Jagiellońskim, uzyskując tytuł magistra praw. Następnie przez cztery lata pracował w Prokuraturze Powiatowej w Jaśle, po czym w latach 60. był zatrudniony na stanowisku kierownika Prokuratury Powiatowej w Sanoku. Od 1970 był prezesem Sądu Powiatowego w Sanoku, później prezesem Sądu Rejonowego w Sanoku. Pełnił funkcję sędziego Sądu Wojewódzkiego w Krośnie. Należał do Zrzeszenia Prawników Polskich.
W drugiej połowie lat 60. był organizatorem sanockiej delegatury Okręgowej Komisji Badania Zbrodni Hitlerowskich w Rzeszowie, której został przewodniczącym. Kierowana przez niego struktura, przy współpracy oddziałem ZBoWiD przyczyniła się do identyfikacji ofiar nazistowskich represji oraz postawienia dwóch zbrodniarzy przed niemieckim wymiarem sprawiedliwości w Berlinie Zachodnim.
Od 1955 był członkiem PZPR. Brał udział w sesjach Miejskiej Rady Narodowej w Sanoku jako dyskutant i sprawozdawca tematyczny. W 1973 został wybrany na przewodniczącego składu orzekającego w ramach Komisji Odwoławczej do Spraw Pracy, a ponadto skierowany przed prezesa Sądu Wojewódzkiego w Krośnie pod koniec lat 70. był członkiem Terenowej Komisji Odwoławczej do Spraw Pracy. W latach 70. był członkiem Miejskiego Komitetu Frontu Jedności Narodu. W 1978 był członkiem Prezydium MRN w Sanoku. W 1984 został wybrany radnym MRN i zasiadł w Komisji Rozwoju Gospodarczego i Gospodarki Finansowej. Przed wyborami parlamentarnymi w 1989 został zgłoszony przez sanocką instancję PZPR (faktycznie przez Leszka Kawczyńskiego) jako kandydat na senatora Senatu RP I kadencji z myślą o starcie w okręgu wyborczym województwa krośnieńskiego, jednak ostatecznie w wyborach nie uczestniczył.
Był wybierany przewodniczącym sądu koleżeńskiego Towarzystwa Rozwoju i Upiększania Miasta Sanoka: na początku 1983, w czerwcu 1987. Jesienią 1987 został członkiem Miejskiej Komisji do Spraw Referendum w Sanoku. Działał na rzecz Towarzystwa Przyjaciół Dzieci.
Został pochowany na Cmentarzu Centralnym w Sanoku. Był żonaty z Marią z domu Mulińską (1933-2019), miał dwóch synów (jeden z nich został sędzią) i córkę.

## Publikacje
- Ludzie i dokumenty o więźniach politycznych więzienia w Sanoku w latach 1939–1944 (w: Studia nad okupacją hitlerowską południowo-wschodniej części Polski. Tom I, red. Stanisław Zabierowski, wyd. Towarzystwo Naukowe w Rzeszowie / Okręgowa Komisji Badania Zbrodni Hitlerowskich w Rzeszowie, Rzeszów 1977)[21]
- Eksterminacja ludności na Sanocczyźnie w latach 1939–1944 (w: „Rocznik Sanocki”, Tom. IV, wyd. Wydawnictwo Literackie, Kraków 1979, współautor: Antoni Rachwał)[22]

## Odznaczenia
- Srebrny Krzyż Zasługi (1972)[23]
- Brązowy Medal „Za zasługi dla obronności kraju” (1988)[24]
- Odznaka Honorowa Polskiego Czerwonego Krzyża II stopnia (1984)[25]
- Odznaka „Przyjaciel Dziecka” (1988)[26]
- Odznaka „Za zasługi dla województwa krośnieńskiego” (1982)[4]
- Odznaka „Zasłużony dla Sanoka” (1978)[27]
- „Jubileuszowy Adres” (1984)[28]
- Odznaka honorowa „Za zasługi dla Polskiego Związku Emerytów” (1986)[29]